# Нуруллина, Дания Нургаязовна
Дания Нургаязовна Нуруллина (тат. Дания Нургаяз кызы Нуруллина; род. 23 августа 1946, Казань, Татарская АССР, РСФСР, СССР) — советская и российская татарская актриса. Заслуженная артистка Российской Федерации (2010), народная артистка Татарской ССР (1991), заслуженная артистка Татарской АССР (1981). Лауреат Государственной премии Республики Татарстан имени Габдуллы Тукая (2021).

## Биография
Дания Нургаязовна Нуруллина родилась 23 августа 1946 года в Казани. Настоящее имя — Фидания. Была восьмым ребёнком в рабочей семье. В возрасте 13 лет потеряла мать, отец был ветераном Великой Отечественной войны и в одиночку растил детей.
С детства ходила в различные кружки при домах культуры, где занималась танцами и гимнастикой. По окончании 9-го класса школы со второго раза поступила в Казанское театральное училище, где училась у П. Исанбета, Р. Бикчантаева, Н. Гайнуллина. По окончании училища в 1966 году была принята в труппу Татарского академического театра (в дальнейшем — Татарский государственный академический театр имени Г. Камала).
Сценический псевдоним — Дания Нурлы. Первая роль — Айсылу в спектакле «Миркай и Айсылу» по пьесе Н. Исанбета. Известна как темпераментная, острохарактерная, разноплановая, яркая и психологически достоверная актриса. В начале службы в театре создала ряд значительных образов молодых героинь, сущность которых была ярко выявлена на сцене с помощью характерных деталей и приёмов, а также благодаря природному обаянию актрисы. В дальнейшем перешла на возрастные роли из репертуара театра в области современной драматургии, обнаружив в себе яркий комедийный талант и способность к остро-сатирической характерности. Отличаясь яркими горящими глазами и улыбчивым добрым лицом, наполняет свои роли любовью к жизни, стремлением к полноте чувств, сохраняя мажорное мироощущение при разных жизненных обстоятельствах как на сцене, так и за её пределами. По отзывам критиков, манера игры актрисы характеризуется мастерством перевоплощения и психологической точностью в сочетании с цельностью, естественностью, безыскусностью, непосредственностью и уравновешенностью. Свойства различных типажей и разнообразия сценических красок, использованных при создании противоположных по эмоциональности ролей, свидетельствуют о широте творческого диапазона актрисы.
В течение нескольких лет играла роль Сююмбике на различных литературных мероприятиях. Выступает в качестве чтеца со стихами и рассказами татарских поэтов и писателей на творческих вечерах и концертах, в частности, более 30 лет вела радиопередачу «На молодежной радиоволне» телерадиокомпании «Татарстан». В 2016 году выпустила книгу мемуаров под названием «Гомерем агышлары» («Жизнь — это мгновение»). В 2021 году была номинирована на Государственную премию Республики Татарстан имени Габдуллы Тукая, которой удостоилась за ряд сценических образов.

## Основные роли
Шафак («В ночь лунного затмения» М. Карима), Маймуна («Минникамал» М. Амира), Дильфуза («Прости меня, мама!» Р. Батуллы), Гэрпина («Зятья Гэргэри»), Дания («Ильгизар + Вера»), Фаниса («Дивана»), Сажида («Прощайте!»), Сайра («Мы, мужчины»), Гульфина («Колыбельная»), Ханифа («Одержимый»), Хадича («Шесть невест, один жених» Т. Миннулина), Муршида («И снилось мне» З. Хакима), Люция («Баскетболист» М. Гилязова), Чачак («Кул Гали» Н. Фаттаха), Замзамбану («Потоки» Т. Гиззата), Наиля («Сквозь поражения» Д. Валеева), Сажида («Казанское полотенце»), Марфуга («Голубая шаль» К. Тинчурина), Фаузия («Судьба татарки» Г. Ибрагимова), Гульбану («Ходжа Насретдин»), Айсылу («Миркай и Айсылу»), Мастура («Жених с портфелем» Н. Исанбета), Юлдуз («Перед свадьбой» Х. Вахита), Ханша («Тагир-Зухра» Ф. Бурнаша), Салима («Приехала мама» Ш. Хусаинова), старуха («Любишь, не любишь»), Салима («Выходили бабки замуж» Ф. Булякова), Мухлиса Буби («Любовь бессмертная» Р. Зайдуллы), Кукторсун («Плаха» Ч. Айтматова), Авдотья Васильевна («Светит, да не греет» А. Островского), Ирина («Третья патетическая» Н. Погодина), Варя («Одна ночь» Б. Горбатова), Соня («Энергичные люди» В. Шукшина), Смеральдина («Король-олень» К. Гоцци), Катэ («Бабьи сплетни» К. Гольдони).

## Личная жизнь
Муж — Фарит, сын драматурга Р. Ишмората. Впоследствии овдовела. Дочь — Айсылу, была названа в честь первой роли своей матери, в детстве играла в театре Камала, в 2011 году погибла в автокатастрофе. Имеет внука Айнура.

## Награды
Звания

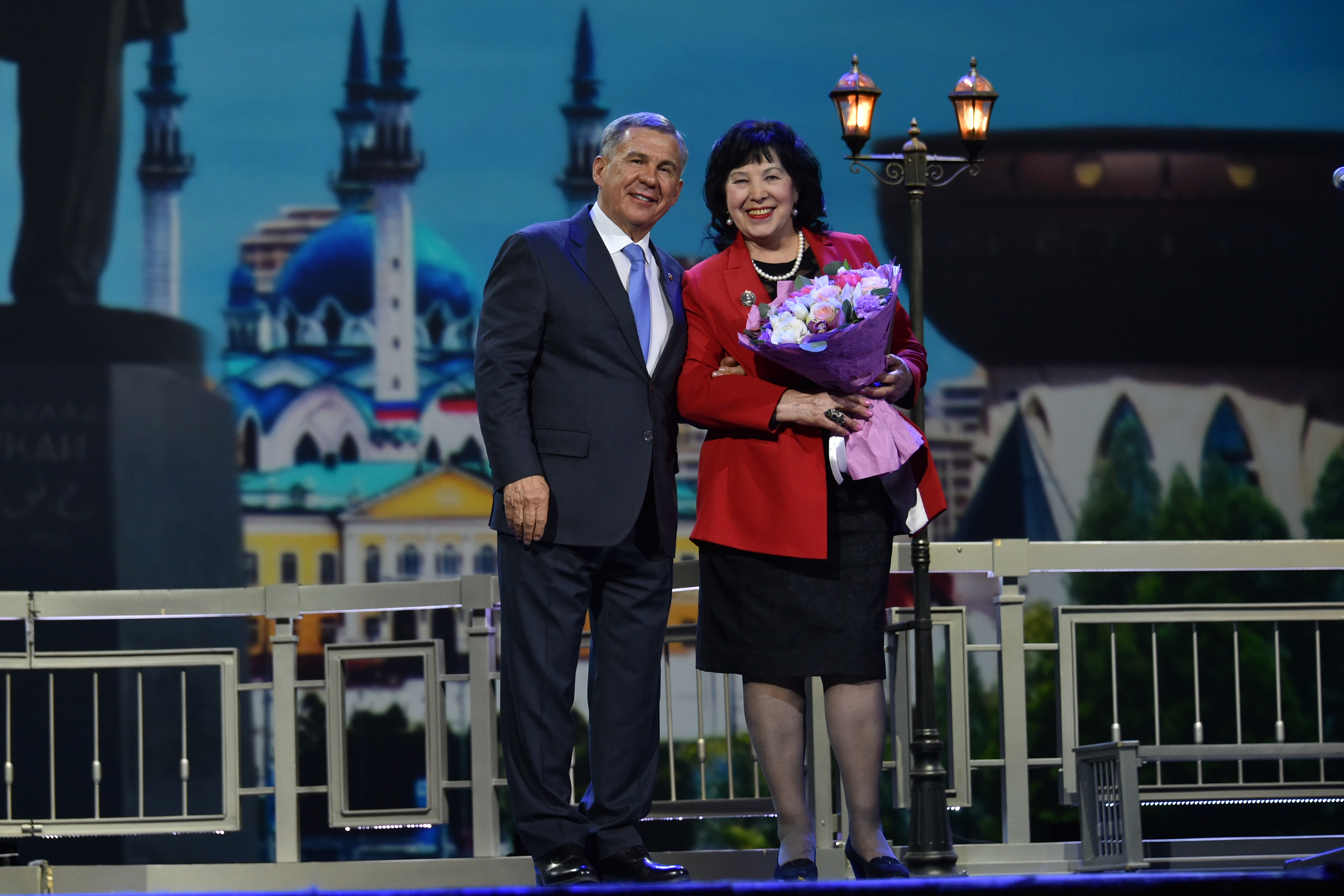
Вручение премии Тукая, 2021 год

- Заслуженная артистка Татарской АССР (1981 год)[7].
- Народная артистка Татарской ССР (1991 год)[25][1].
- Заслуженная артистка Российской Федерации (2010 год)[26].

Премии
- Государственная премия Республики Татарстан имени Габдуллы Тукая (2021 год) — за создание ярких женских сценических образов Гэрпины («Зятья Гэргэри» Т. Миннуллина), Айсылу («Миркай и Айсылу» Н. Исанбета), Марфуги («Голубая шаль» К. Тинчурина), Мастуры («Жених с портфелем» Н. Исанбета), Чачак («Кул Гали» Н. Фаттаха), Сажиды («Казанское полотенце» К. Тинчурина), Юлдуз («Перед свадьбой» Х. Вахита), Дильфузы («Прости меня, мама» Р. Батуллы), Муршиды («И снилось мне» З. Хакима), Люции («Баскетболист» М. Гилязова)[27]. Вручена президентом Республики Татарстан Р. Н. Миннихановым на сцене Татарского театра оперы и балета имени Мусы Джалиля[28].
- Премия «Тантана»[тат.] (2015 год) — за роль старухи в спектакле «Любишь, не любишь» по пьесе Ф. Булякова[29][30].

Медали
- Медаль «За доблестный труд» (2016 год) — за большой вклад в развитие театрального искусства и многолетнюю творческую деятельность[31].
- Медаль «За духовное единение» от Духовного управления мусульман Российской Федерации (2017 год)[32][33].